# سانت اول (كورنوال)
سانت أول (كورنوال) (بالإنجليزية: St Eval)‏ هي قرية و أبرشية مدنية تقع في المملكة المتحدة في إنجلترا.